# Maria De Koninck
Pour les articles homonymes, voir Koninck.
Maria De Koninck (née en 1945) est une sociologue québécoise.  Elle est professeure à l'Université Laval de 1988 à 2010. 

## Biographie
Elle est la fille du philosophe et théologien Charles De Koninck et a pour frères le géographe Rodolphe De Koninck, le philosophe Thomas De Koninck, le psychologue Joseph De Koninck et le mathématicien Jean-Marie De Koninck.

## Publications
- Maternité dérobée : mère porteuse et enfant sur commande, Montréal : MULTIMONDES, 2019. 272 pages.  (ISBN 9782897731267)
- Sœur Simone Voisine : la force tranquille de l'engagement, Montréal, Québec : Les Éditions du Remue-ménage, 2014. 230 pages.  (ISBN 9782890914872)
- Santé : pourquoi ne sommes-nous pas égaux? : comment les inégalités sociales de santé se créent et se perpétuent, Université Laval : Centre de santé et de services sociaux de la Vieille-Capitale et Institut national de santé publique Québec, 2008.  (ISBN 9782550534204)
- Maternité et précarisation de l'emploi, CLSC-CHSLD Haute-Ville-Des-Rivières, 2001. 70 p.  (ISBN 9782922823011)
- Travail, grossesse, santé : la conciliation et ses effets, Québec, QC : CLSC Haute-ville ; Sainte-Foy, QC : Université Laval ; Beauport, QC : Centre de santé publique de Québec, 1997. 92 pages.  (ISBN 9782894960158)
- Une façon différente d'être médecin : rapport de recherche sur les femmes médecins au Québec, Québec : Université Laval, Département de médecine sociale et préventive, 1994. 134 pages.  (ISBN 9782980322525)
- Femmes et médecine : enquête auprès des médecins du Québec sur leur formation, leur pratique et leur santé : rapport de recherche, Service des communications de la Corporation professionnelle des médecins du Québec, 1993. 263 pages.
- De l'intervention féministe aux interventions féministes : des parcours multiples, une mémoire collective à construire, Département de médecine sociale et préventive, Université Laval, 1992. 77 pages.  (ISBN 9782980322501)